# Protracheoniscus
Protracheoniscus är ett släkte av kräftdjur. Protracheoniscus ingår i familjen Trachelipodidae.

## Dottertaxa tillProtracheoniscus, i alfabetisk ordning[1]
- Protracheoniscus abricossovi
- Protracheoniscus alabaschensis
- Protracheoniscus almaatinus
- Protracheoniscus amoenus
- Protracheoniscus anatolii
- Protracheoniscus armenicus
- Protracheoniscus asiaticus
- Protracheoniscus atreciicus
- Protracheoniscus bocki
- Protracheoniscus brentanus
- Protracheoniscus bugdajliensis
- Protracheoniscus cristatus
- Protracheoniscus darevskii
- Protracheoniscus delilensis
- Protracheoniscus desertorum
- Protracheoniscus desioi
- Protracheoniscus dicaporiaccoi
- Protracheoniscus digitifer
- Protracheoniscus dubius
- Protracheoniscus fontium
- Protracheoniscus fossuliger
- Protracheoniscus genezarethanus
- Protracheoniscus gissarensis
- Protracheoniscus glaber
- Protracheoniscus hedini
- Protracheoniscus hermagorensis
- Protracheoniscus hirsutulus
- Protracheoniscus hummeli
- Protracheoniscus kalymnius
- Protracheoniscus karakorum
- Protracheoniscus kerkanus
- Protracheoniscus komareki
- Protracheoniscus kopetdagicus
- Protracheoniscus krgozanovskii
- Protracheoniscus kuehnelti
- Protracheoniscus larii
- Protracheoniscus latus
- Protracheoniscus longistylus
- Protracheoniscus major
- Protracheoniscus malickyi
- Protracheoniscus maracandicus
- Protracheoniscus marcomannius
- Protracheoniscus marmaranus
- Protracheoniscus mehelyi
- Protracheoniscus nivalis
- Protracheoniscus nogaicus
- Protracheoniscus orientalis
- Protracheoniscus panphilovi
- Protracheoniscus pierreei
- Protracheoniscus plitvicensis
- Protracheoniscus politus
- Protracheoniscus ranzi
- Protracheoniscus rectifrons
- Protracheoniscus sabaudus
- Protracheoniscus saxonicus
- Protracheoniscus scythicus
- Protracheoniscus sexfasciatus
- Protracheoniscus stefanelli
- Protracheoniscus steinbergi
- Protracheoniscus tashkentensis
- Protracheoniscus topczievi
- Protracheoniscus turcomanicus
- Protracheoniscus tzvetkovi
- Protracheoniscus ubliensis
- Protracheoniscus uncinatus
- Protracheoniscus vacchellii
- Protracheoniscus venetus
- Protracheoniscus verhoeffi